# نيمبورك
نيمبورك (بالتشيكية: Nymburk)‏ هي بلدة في إقليم بوهيميا الوسطى في جمهورية التشيك، وهي مركز مقاطعة نيمبورك.
يبلغ عدد سكان هذه البلدة 14,614 حسب إحصاء في سنة 2011.

## توأمة
لنيمبورك اتفاقيات توأمة مع كل من:
- مايتشي (2004 - )
- نويروبين
- فورتكي
- Żarów, Lower Silesian Voivodeship [الإنجليزية]‏

## أعلام
- ماريك نيكل
- راديك بيبل

## اقرأ أيضاً
- مقاطعة نيمبورك